# Tipula (Lunatipula) titania
Tipula (Lunatipula) titania is een tweevleugelige uit de familie langpootmuggen (Tipulidae). De soort komt voor in het Palearctisch gebied.